# Graignes-Mesnil-Angot
Graignes-Mesnil-Angot è un comune francese di 902 abitanti (2005) situato nel dipartimento della Manica nella regione della Normandia.
È stato costituito il 28 febbraio 2007 dalla fusione tra i comuni di Graignes e Le Mesnil-Angot.

## Società

### Evoluzione demografica
Abitanti censiti